# Trung Dũng (xã)
Trung Dũng là một xã thuộc huyện Tiên Lữ, tỉnh Hưng Yên, Việt Nam.

## Địa lý
Xã Trung Dũng nằm ở phía đông bắc huyện Tiên Lữ, có vị trí địa lý:
- Phía đông giáp xã Cương Chính và xã Minh Phượng
- Phía tây giáp xã Đức Thắng
- Phía nam giáp xã Thụy Lôi và Minh Phượng
- Phía bắc giáp xã Lệ Xá.

Xã Trung Dũng có diện tích 5,14 km², dân số năm 2019 là 4.873 người, mật độ dân số đạt 947 người/km².

## Hành chính
Xã Trung Dũng được chia thành 4 thôn: Đồng Lạc (làng ót), Hoàng Xá (làng vàng), An Tràng (làng tràng), Canh Hoạch (làng dục).

## Kinh tế - xã hội
Trung Dũng hiện cũng đang phát triển một số ngành tiểu thủ công nghiệp: Mây tre đan xuất khẩu, chế biến hạt sen, canh tác vụ đông bao gồm trồng dưa chuột, bí đỏ, dưa bao tử đóng lọ.Và một số hộ kinh doanh các mặt hàng để phục vụ đời sống nhân dân trong xã.
Xã Trung Dũng còn kém năng động trong việc phát triển và thích ứng với nền kinh tế thị trường. Song bên cạnh đó cũng có một vài thôn đang dần hội nhập bằng chứng là đang ngày càng xuất hiện thêm nhiều các khu vực tập trung buôn bán đông và các cửa hàng tạp hóa quy mô lớn đặc biệt là thôn An Tràng.

### Đặc sản
Trung Dũng nổi tiếng với nhãn lồng Hưng Yên, tại Trung Dũng thì hầu như gia đình nào trong vườn cũng có ít nhất một cây nhãn. Đồng thời tại đây cũng có nghề chế biến long nhãn, hạt sen. Phét

### Giáo dục
Giáo dục xã đã đầu tư xây hai ngôi trường cấp 1 và cấp 2 khá khang trang. Tuy là một xã kinh tế còn kém phát triển nhưng giáo dục đã được cải thiện cụ thể là 100% con em đã được đến trường vào độ tuổi đi học. Mặt khác cơ sở giáo dục khang trang cộng thêm sự nhiệt tình của đội ngũ giáo viên có trình độ chuyên môn nên giáo dục càng thêm phát triển.

## Văn hóa
Đến với Trung Dũng ban sẽ bắt gặp hình ảnh giếng nước sân đình,với các ngôi chùa với nhiều năm tuổi và có ý nghĩa rất linh thiêng với người dân địa phương, đặc biệt là chùa ở làng Hoàng Xá (làng vàng).
Có thể nói xã Trung Dũng đã hình thành từ rất sớm. Người dân nơi đây có truyền thống yêu nước lâu đời thể hiện qua các cuộc kháng chiến cứu nước con dân trong xã luôn luôn đi theo tiếng gọi của đảng.
Dòng họ Nguyễn chiếm đa số dân trong xã. Các dòng họ có truyền thống đoàn kết, đùm bọc nhau trong cuộc sống.

## Giao thông
Tính theo đường chim bay thì Trung Dũng cách cầu và bến xe Triều Dương 6 km, cách thị trấn Vương 5 km, cách thành phố Hưng Yên 12 km, cách Khu đô thị Đại học Phố Hiến 9 km.